# عبد الله نصيب المنهالي
عبد الله نصيب قعيط المنهالي (18 مارس 1985-) هوسباح إماراتي.

## حياته ونشأته
إماراتي الجنسية، سباح في نادي العين للألعاب الرياضية، من مواليد 1985. متميز قي السباحة الحرة والفراشة. حاصل على المركز الثاني في بطولة الخليج 2005، والمركز الثالث في البطولة العربية 2003، كما شارك في بطولة العالم للسباحة سنة 2009 والبطولة الآسيوية سنة 2007.